# Jean Benoît (théologien)
Pour les articles homonymes, voir Jean Benoît et Benoît.
Jean Benoît (en latin Joannes Benedictus), né à Verneuil en 1484 et mort à Paris le 19 février 1573, est un théologien français, curé de l'église des Saints-Innocents à Paris, auteur d'une édition annotée et d'un commentaire de la Bible.

## Biographie
Originaire de Normandie, Jean Benoît est docteur en théologie du collège de Navarre, à Paris, en 1531. Tout en menant une carrière universitaire brillante, il devient par la suite curé de la paroisse des Saints-Innocents. Il accède au doctorat le 5 mai 1531, un an avant son condisciple. Il est vice-chancelier de l'Université en 1546. En 1555, il est envoyé à Rome avec Claude d’Espence, Jérôme de la Souchière et Crispin de Brichanteau aux côtés du cardinal de Lorraine pour négocier l’attitude de la faculté parisienne à l’égard de l’ordre des jésuites.
Proche du théologien Jean de Gagny, Benoît est notamment très impliqué dans la réalisation du projet d'éditions des œuvres des Pères de l’Église publiées dans l'atelier du Soleil d'Or par Claude Chevallon, puis par Charlotte Guillard. Impliqué en 1534 dans une édition de Ludolphe de Saxe, il publie notamment en 1541 Biblia Sacra juxta vulgatam quam dicunt aeditionem..., édition de la Vulgate. Ce livre a été plusieurs fois réédité, avec des compléments.
Après sa mort paraît en 1587 une traduction de la Bible du latin en français par Maistre Jean Harlemius, docteur en théologie de la Compagnie de Jésus à Louvain, accompagnée d'un commentaire dû à Jean Benoît.